# Liolaemus bibronii
Liolaemus bibronii — вид ігуаноподібних ящірок родини Liolaemidae. Мешкає в Аргентині і Чилі. Вид названий на честь французького зоолога Габріеля Біброна.

## Поширення і екологія
Liolaemus bibronii мешкають в Аргентинській Патагонії, від провінції Сан-Хуан до провінції Санта-Крус, а також трапляються в Андах на території чилійського регіону Айсен. Вони живуть в степах і чагарникових заростях Патагонії. Зустрічаються на висоті до 3000 м над рівнем моря. Живляться комахами, відкладають яйця.